# کرک همرتون
کرک همرتون (به انگلیسی: Kirk Hammerton) یک روستا و محله مدنی در بریتانیا است که در بخش هروگت واقع شده‌است. کرک همرتون ۵۳۸ نفر جمعیت دارد.